# Черниш Олег Сергійович
Оле́г Сергі́йович Черни́ш (нар. 24 вересня 1984, Житомир, УРСР, СРСР — пом. 20 січня 2015, Донецьк, Україна) — український військовослужбовець, десантник, молодший сержант Збройних сил України. Загинув під час російсько-української війни. Один із «кіборгів».

## Життєпис
Олег Черниш народився у Житомирі. У 1991 році пішов до школи № 12, де навчався 9 років. З 1 по 3 клас ходив до басейну, а в 6 класі записався до спортивної школи на айкідо, і хоча провчився там недовго, та спорт не залишив. Купував літературу і тренувався самостійно, по книжках. Після закінчення середньої школи у 2000 році одразу вступив до комерційного технікуму (Житомирський торговельно-економічний коледж) на відділення «Технології харчування», де за три роки здобув спеціальність кухаря 5-го розряду.
З травня 2004 року по вересень 2005 року проходив строкову військову службу в десантних військах Збройних Сил України, у 95-й аеромобільній бригаді, в/ч А0281, Житомир. 2007 року одружився з дівчиною, з якою познайомився ще під час навчання в технікумі, 2009 року в них народився син. До війни Олег працював кухарем у ресторанному комплексі «Ранчо Болівар» у місті Васильків. Колекціонував ножі, захоплювався скелелазінням, альпінізмом.
У серпні 2014-го мобілізований до 90-го окремого аеромобільного батальйону «Житомир», молодший сержант, снайпер-розвідник окремого розвідвзводу. З серпня 2014 був на навчаннях на полігоні, його одразу призначили командиром відділення. Але вже при бойовому залагодженні він тренувався як снайпер, обравши для себе саме цю спеціальність. Далі було службове відрядження в район виконання бойових завдань особовим складом частини, а з листопада 2014 брав участь у бойових діях у Донецькій області. У вільний час на фронті Олег ще й куховарив для своїх товаришів.
20 січня 2015-го молодший сержант Олег Черниш загинув у бою з російськими збройними формуваннями в районі Донецького аеропорту. Десантники виїхали у бік аеропорту, в машині їх було одинадцять, разом з комбатом і лікарем. Коли під'їхали до місця призначення, ближче до «Спартака», і почали розвантажуватись, по них розпочався шквальний вогонь. Біля машини загинули четверо бійців, інші встигли забігти на територію агроцентру та почали відстрілюватись. Сорок хвилин тримали оборону в неукріпленому приміщенні, та ворог підігнав танки, БТРи і БМП-1, з яких почав гатити одночасно. Олега зачепило пострілом з БТРа, він загинув на місці. Тоді загинуло п'ять розвідників і лікар, ще п'ятьох забрали в полон.
20 січня о 17:14 матері Олега подзвонили російські бойовики з його телефону і сказали, що її син вбитий. Розшукати тіло допомогли волонтери з Дніпропетровська. Поховали воїна 27 січня на кладовищі села Зарічани під Житомиром. Залишились батьки, молодший брат, дружина Наталія та 5-річний син Кирило.

## Нагороди та вшанування
- Указом Президента України № 311/2015 від 4 червня 2015 року, «за особисту мужність і високий професіоналізм, виявлені у захисті державного суверенітету та територіальної цілісності України, вірність військовій присязі», нагороджений орденом «За мужність» III ступеня (посмертно)[1].
- Нагороджений нагрудним знаком «За оборону Донецького аеропорту» (посмертно).
- 1 вересня 2015 року на фасаді будівлі Житомирського торговельно-економічного коледжу, де Олег навчався, встановлено меморіальну дошку на його честь.
- Вшановується в меморіальному комплексі «Зала пам'яті», в щоденному ранковому церемоніалі 20 січня[2][3].